# Tăcere
Tăcere este un film istoric-dramatic realizat de Martin Scorsese în anul 2016, după un roman de Shūsaku Endō. În rolurile principale joacă Andrew Garfield și Adam Driver. Liam Neeson joacă rolul maestrului celor doi.

## Acțiunea
Doi misionari iezuiți portughezi din secolul al XVII-lea se duc în Japonia, unde maestrul lor a fost acuzat de apostazie prin trecerea la budhism. Ajunși în provincia Nagasaki, cei doi intră în legătură cu creștinii aflați în clandestinitate după persecuția de la sfârșitul secolului al XVI-lea.

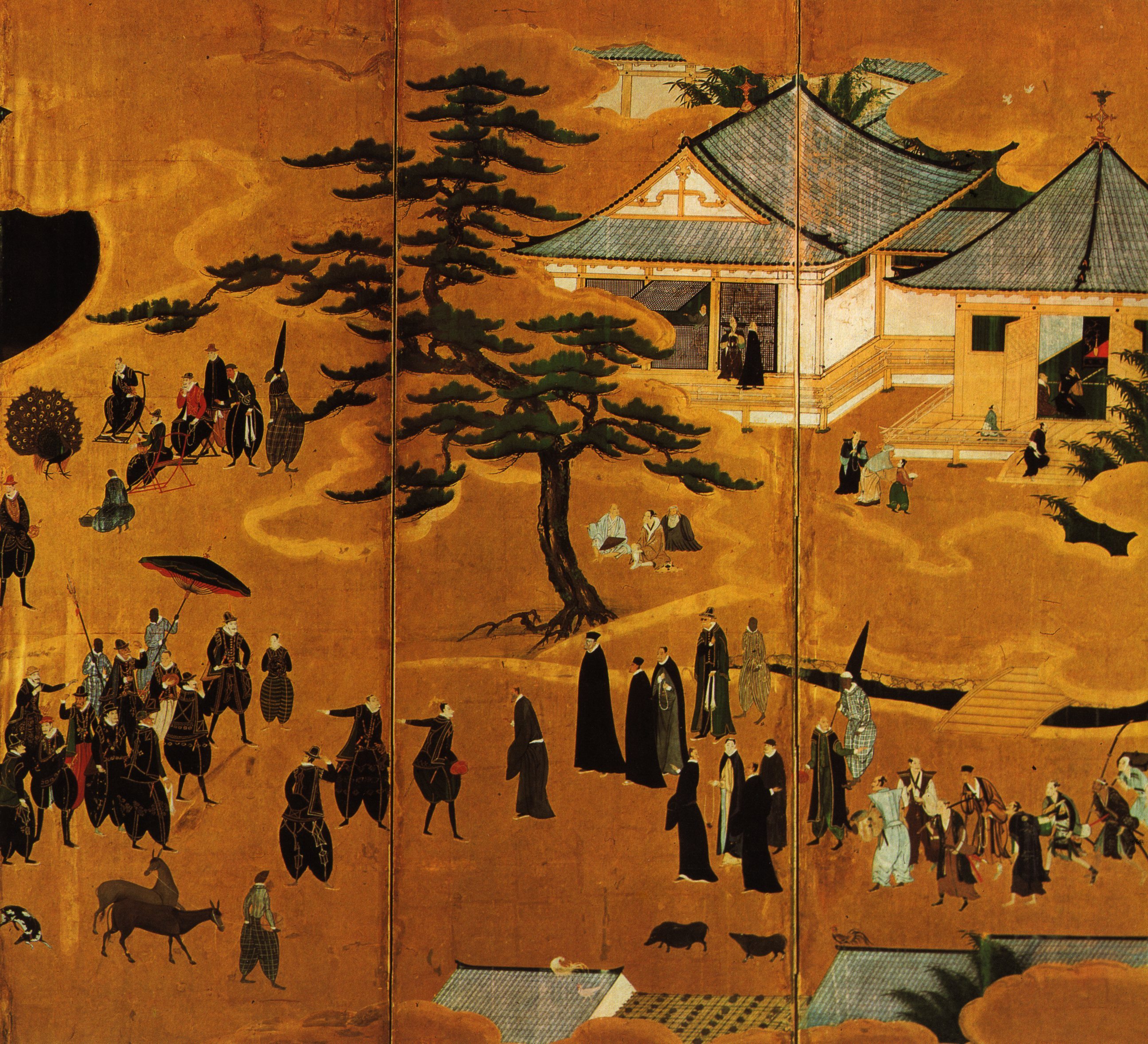
Paravan - Școala Kano (artă Nanban) - Japonia prin anii 1603-1610. Reprezentare japoneză a vieții cotidiene din epocă: biserică și iezuiți.

## Fișă tehnică
- Titlu original: în engleză Silence
- Regia: Martin Scorsese
- Scenariul: Jay Cocks și Martin Scorsese, după Silence de Shūsaku Endō [10]
- Direcția artistică: Wen-Ying Huang
- Decoruri și costume: Dante Ferretti
- Imaginea: Rodrigo Prieto
- Montajul: Thelma Schoonmaker
- Muzica: Howard Shore
- Producția: Vittorio Cecchi Gori, Barbara De Fina, Randall Emmett, Gaston Pavlovich, Martin Scorsese, Emma Tillinger Koskoff și Irwin Winkler
- Societăți de producție: Cappa Defina Productions, Cecchi Gori Pictures, Fábrica de Cine, SharpSword Films, Sikelia Productions, Verdi Productions, Emmett/Furla/Oasis Films și Waypoint Entertainment
- Societăți de distribuție: Paramount Pictures (Statele Unite ale Americii), Metropolitan Filmexport (Franța)
- Buget: 40 000 000 $[11]
- Țări de origine: Statele Unite ale Americii, Taiwan, Mexic
- Limbi originale: engleză, japoneză, latină
- Format: color (Fujicolor) - 35 mm - 2,35:1 - Sunet Dolby digital
- Gen: dramă istorică
- Durată: 161 de minute

- Datele ieșirii pe ecrane:[12]
  -  Vatican: 29 noiembrie 2016 (avanpremieră)
  -  Statele Unite ale Americii: 23 decembrie 2016 (distribuție limitată)
  -  Canada: 6 ianuarie 2017 (distribuție națională)
  -  Statele Unite ale Americii: 13 ianuarie 2017 (distribuție națională)
  -  Franța,  Belgia: 8 februarie 2017
  -  Germania: 2 martie 2017
  -  România: 17 martie 2017

## Distribuția
- Andrew Garfield: părintele Sebastião Rodrigues
- Liam Neeson: părintele Cristóvão Ferreira
- Adam Driver: părintele Francisco Garupe
- Ciarán Hinds: părintele Alessandro Valignano[13]
- Tadanobu Asano: interpretul preoților
- Shinya Tsukamoto: Mokichi[14]
- Issei Ogata: Inoue[15]
- Ryō Kase: săteanul creștin
- Michié: soția lui Tomogi
- Sabu: un samurai
- Yoshi Oida: Ichizo
- Shun Sugata: samuraiul comandant
- Motokatsu Suzuki: Edo Guard
- Yasushi Takada: Doshin
- Katsuo Nakamura: preotul budist
- Ten Miyazawa: dulgher

## Producția

### Geneza și dezvoltarea
Silence este o adaptare a romanului lui Shūsaku Endō, deja pusă pe ecran în filmul din 1971 de Masahiro Shinoda. Acest film este un proiect mai vechi al lui Martin Scorsese, pe care îl evoca deja în anii 1990-2000. Turnarea fusese într-un timp anunțată pentru sfârșitul lui 2009 în Noua Zeelandă.
În august 2012, societatea de producție Cecchi Gori Pictures a lui Vittorio Cecchi Gori l-a urmărit pe Martin Scorsese în justiție întrucât după mulți ani de dezvoltare, nu a pus totuși în scenă filmul. Scorsese trebuia să concretizeze proiectul după Kundun, ieșit pe ecrane în 1997, și trebuia să verse cheltuielile de compensare societății Cecchi Gori Pictures în caz de amânare a proiectului.
Când proiectul părea să stagneze, Scorsese a anunțat, la Festivalul internațional de film de la Toronto 2013, că societatea Emmett/Furla/Oasis Films se alătură producției.

## Distribuția rolurilor
În 2009 Daniel Day-Lewis, Benicio Del Toro și Gael García Bernal erau anunțați în rolurile principale. În 2013 Andrew Garfield a fost anunțat în acest film.
Liam Neeson, care lucrase deja cu Martin Scorsese în Gangs of New York (2002), s-a alăturat distribuției în februarie 2014.
În ianuarie 2015 Ken Watanabe a părăsit turnarea filmului și a fost înlocuit de Tadanobu Asano din cauza unor conflicte de programare.

### Turnarea
Turnarea a debutat oficial la 30 ianuarie 2015 în Taiwan. Turnarea a fost îndoliată de moartea unui tehnician taiwanez în urma prăbușirii unui acoperiș. Două alte persoane au fost rănite.
În 2012 Martin Scorsese evoca posibilitatea de a-și turna filmul în 3D.

### Muzica filmului
Muzica filmului este compusă de cuplul Kathryn și Kim Allen Kluge, specialiști de muzică savantă.

#### Lista titlurilor
1. Meditation
2. Rain Falls Unceasingly on the Sea
3. Blowing Through the Grove
4. Disrupting the Glimmering Air
5. Cosmic Ocean
6. Dreams and Echoes
7. Sea Bells
8. Rhythmic Cicadas
9. Silence
10. Whispers in the Dark
11. Sea Monks
12. Unravelling
13. Forgive Me
14. Darkness
15. Confession
16. Ferreira in the Pit
17. The Dreaded Moment
18. Drowned Chorus
19. Cicada Voices in his Head
20. Secret Sacrament
21. Sea Angels
22. Foreboding Sea
23. Black Drum
24. Saints and Heroes
25. Only God Can Answer

#### Alte bucăți muzicale prezente în film[26]
- Francesco's Cosmic Beam Experience - Francesco Lupica
- The Monk Thinks His Wife - Pien-Pien Yen / Tyng yi Chen
- Taiko Drums - Kaoru Watanabe
- Taiko Beat - Michael și Robert Silverman
- Uraura Nobesu - Tomeichi Ooka, Sakae Doi, Yosh
- Kin No Mai - Joji Hirota / Hiten Ryu Daiko
- For The Souls in Purgatory (tradițional)
- Chanting Gloriosa (tradițional) - Hidden Christians
- Slow Taikos - Antoine Binant & Yutaka Nakamura
- Tantum Ergo Sacramentum (traditionnel) - Thomas d'Aquin / Shinya Tsukamoto
- Improvisacion Sobre O Gloriosa Domina (tradițional) - Jordi Savall
- Improvised Street Musicians - Suzuki Kyosuke, Daisuke Ishiwata, Chikako Nakagawa, Ninako Horikoshi', Mika Shigemori, Hiroka Yuko
- Kagura of the Tsuno Mountain (Tsunoyama Kagura) (tradițional) - Wakayama Ensemble
- Kaihou - Suihou Tousha
- O Gloriosa Domina (tradițional) - Nana Komatsu, Ryō Kase, Fumitaka Terai, Hako Ohshima & Hideki Nishioka
- Cloud and Light - Mayumi Miyata și Orchestra de Muzică de Cameră din München
- Sairei shishi-mai Nuno-mai, Hei no mai, Suzu no mai, Naka-otoshi (tradițional) - Parishoners of the Haruna Jinja Shrine
- Bai Bai Bai - Maiko Michishita

## Distincții

### Premiu
- National Board of Review Awards 2016: Cel mai bun scenariu adaptat